# Isabel Cabezas
Isabel Cabezas Regaño, née le 15 mars 1968 à Fuente Obejuna, est une femme politique espagnole membre du Parti populaire (PP).
Elle devient députée de la circonscription de Cordoue en novembre 2016.

## Biographie

### Études et profession
Isabel Cabezas est titulaire d'une formation sur les risques professionnels et les premiers soins. Elle a suivi un cursus en comptabilité et en transport sanitaire. Volontaire à la protection civile de la commune de Fuente Obejuna, elle a exercé pendant treize ans comme aide-soignante dans une clinique dentaire.

### Huit années à la mairie de Fuente Obejuna
Elle est élue conseillère municipale de Fuente Obejuna lors des élections municipales de juin 1999 sur la liste du Parti populaire et siège parmi l'opposition. Elle est réélue en 2003. Alors que le PP améliore son score à chaque scrutin sans parvenir à dépasser les socialistes, elle se trouve investie maire de la commune le 16 juin 2007 grâce à un accord avec le Parti andalou. Elle se présente comme tête de liste lors des élections municipales de mai 2011. La liste qu'elle conduit vire cette fois en tête avec 1 539 suffrages (46,16 %) et obtient six des treize mandats de conseillers municipaux. Bien que ne disposant pas de la majorité absolue au conseil, elle est élue maire de la commune le 11 juin suivant. Elle devient, durant son mandat, présidente du groupe de développement rural (GDR) de la comarque de Valle del Guadiato et vice-présidente de la mancomunidad de l'Alto Guadiato.   
Elle se représente lors du scrutin municipal de mai 2015 mais est battue par le PSOE en ne recueillant que 1 281 voix face aux 1 567 suffrages des socialistes qui retrouvent une majorité absolue de six des onze sièges du conseil. Bien que conservant son mandat de conseillère, elle est logiquement remplacée au fauteuil de maire par la socialiste Silvia Mellado.

### Un bref mandat de députée andalouse
Elle est investie en sixième position sur la liste présentée par le parti dans la circonscription autonomique de Cordoue en vue des élections régionales de mars 2008. Elle n'intègre pas immédiatement la chambre législative régionale car le parti n'obtient que cinq sièges dans la circonscription. Néanmoins, elle fait son entrée au Parlement le 1er septembre 2011 après la démission de son collègue Salvador Fuentes et devient ainsi la première personne originaire de Fuente Obejuna à être parlementaire régionale. Elle indique alors qu'elle conservera son mandat de maire jusqu'à la fin de la législature et choisit de travailler à la commission de la Santé et à celle du Tourisme, du Commerce et du Sport dans le but qu'il n'y « ait pas de citoyens de première et de citoyens de seconde [classe] ».
Pour les élections régionales de mars 2012, elle est rétrogradée à la dernière position sur la liste et n'a donc aucune chance de se voir réélue. En quittant le Parlement, elle se concentre de fait sur sa tâche de première édile de Fuente Obejuna. 
Elle est une nouvelle fois investie à l'occasion des élections au Parlement d'Andalousie de mars 2015 dans la circonscription de Cordoue mais est remontée à la cinquième place. Isabel Cabezas souligne alors que si elle est élue, elle « sera la seule parlementaire de la comarque » et demande que Juan Manuel Moreno — le candidat du PP à la présidence de la Junte — abroge la loi interdisant le cumul des fonctions de maire et de parlementaire andalou. L'essor des nouveaux partis fait que le PP n'obtient que quatre sièges empêchant son retour sur la scène politique régionale.

### Propulsée au Congrès des députés
Elle est inscrite en quatrième position sur la liste du parti dans la circonscription de Cordoue pour les élections générales de décembre 2015 derrière José Antonio Nieto, Rafael Merino et María Luisa Ceballos. Avec 142 101 voix, le parti termine en deuxième position derrière le PSOE et remporte deux sièges.
Le parti conserve ses deux sièges mais reprend la première position aux socialistes à la suite du scrutin anticipé de juin 2016. Avec l'investiture in extremis de Mariano Rajoy pour un deuxième mandat et la nomination de son deuxième gouvernement, José Antonio Nieto est désigné secrétaire d'État à la Sécurité par le ministre de l'Intérieur Juan Ignacio Zoido et quitte son mandat de député. María Luisa Ceballos, la suivante sur la liste, renonce à occuper le siège vacant pour se consacrer pleinement à ses fonctions de maire de Priego de Córdoba. Acceptant son nouveau mandat, Isabel Cabezas fait son entrée au Congrès des députés le 29 novembre suivant. Membre de la commission des Droits de l'enfance et de l'adolescence et de la commission des Politiques pour l'intégration du handicap, elle est porte-parole adjointe à celle de la Santé et des Services sociaux.